# Michael Skjelderup

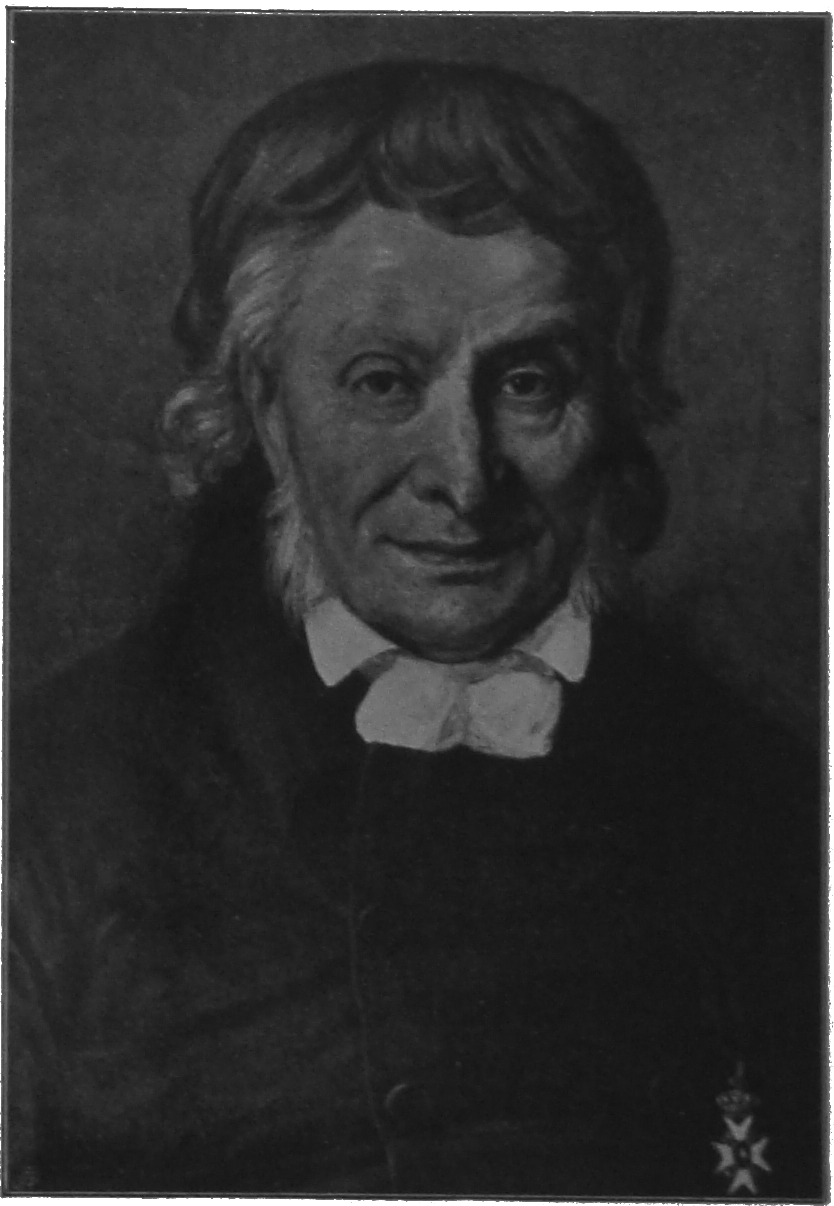
Michael Skjelderup

Michael Skjelderup, född 22 oktober 1769 i Hof, död 16 april 1852 i Kristiania, var en norsk anatom och fysiolog.
Skjelderup blev professor vid Köpenhamns universitet 1805 och var 1813–1849 professor vid Kristiania universitet. År 1815 upprättades tack vare honom "anatomikammeret" (sedermera anatomiska institutet), och 1825–1837 utgav han (tillsammans med Frederik Holst) "Eyr, et medicinsk tidsskrift", Norges första läkarvetenskapliga fackorgan. Skjelderup inrättade 1828 det första norska medicinska legatet och instiftade 1849 för belöning av framstående läkarvetenskapliga arbeten den guldmedalj, som bär hans namn. Skjelderup invaldes 1822 som ledamot nummer 400 av Kungliga Vetenskapsakademien.